# Earle Cabell

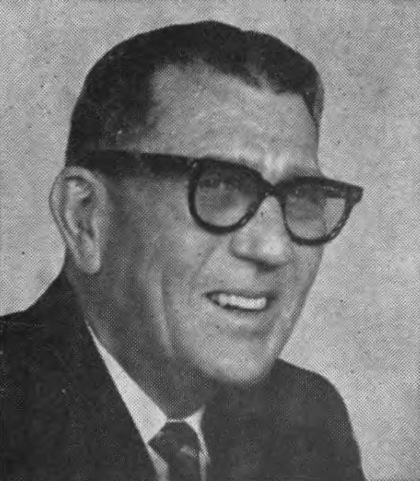
Earle Cabell (1969)

Earle Cabell (* 27. Oktober 1906 im Dallas County, Texas; † 24. September 1975 in Dallas, Texas) war ein US-amerikanischer Politiker.
Cabell wurde 1906 auf einer Farm südlich des Trinity River im Dallas County geboren. Er studierte an der Texas A&M University in College Station und der Southern Methodist University in University Park. 1932 gründete er zusammen mit seinen zwei Brüdern die Cabell’s, Inc. eine Ladenkette von Molkereien und Convenience Shops. Cabell wurde Präsident der Ladenkette und war auch Chairman of the Board. Später betätigte er sich auch im Bankgewerbe.
Im Mai 1961 wurde Cabell als Nachfolger von Robert Lee Thornton zum Bürgermeister von Dallas gewählt; dieses Amt hatten bereits sein Vater Ben E. Cabell von 1900 bis 1904 sowie in drei Amtszeiten zwischen 1874 und 1885 sein Großvater William Lewis Cabell ausgeübt. 1963 erfolgte seine Wiederwahl. In seine Amtszeit fiel das Attentat auf John F. Kennedy in Dallas. Am 3. Februar 1964 trat er zurück, um für einen Sitz im Repräsentantenhaus der Vereinigten Staaten zu kandidieren. Nach seiner erfolgreichen Wahl, bei der er sich gegen Bruce Alger durchsetzte, vertrat Cabell als Demokrat seinen Heimatstaat dort vom 3. Januar 1965 bis zum 3. Januar 1973. In den Wahlen 1972 unterlag er dem Republikaner Alan Steelman und zog sich aus der Politik zurück. Cabell kehrte nach Dallas zurück, wo er am 24. September 1975 auch starb. Er wurde auf dem Restland Cemetery beigesetzt.